# Aristolochia steupii
Aristolochia steupii Woronow – gatunek rośliny z rodziny kokornakowatych (Aristolochiaceae Juss.). Występuje naturalnie na Kaukazie.

## Morfologia
PokrójBylina o owłosionych pędach. Dorasta do 10–25 cm wysokości.
LiścieMają owalny lub prawie okrągły kształt. Mają 3–8 cm długości. Nasada liścia ma sercowaty kształt. Całobrzegie, z tępym lub prawie spiczastym wierzchołkiem. Ogonek liściowy jest owłosiony i ma długość 1–4 cm.
OwoceTorebki o gruszkowatym kształcie. Mają 3 cm długości.

## Biologia i ekologia
Rośnie w lasach.